# Réalisme socialiste soviétique
Pour un article plus général, voir Réalisme socialiste.
 (décembre 2021).
Si vous disposez d'ouvrages ou d'articles de référence ou si vous connaissez des sites web de qualité traitant du thème abordé ici, merci de compléter l'article en donnant les références utiles à sa vérifiabilité et en les liant à la section « Notes et références ».
En Union soviétique (comme dans le bloc de l'Est, en République populaire mongole, en Chine, en Corée du Nord, au Vietnam et à Cuba, mais trente ans avant tous ces pays), le réalisme socialiste est un courant artistique choisi, à l'exclusion de tout autre, par le pouvoir communiste pour représenter d'une manière « exemplaire », la plus figurative possible, dans des postures à la fois académiques et héroïques, la « réalité sociale des classes populaires, des travailleurs, des militants et des combattants » des pays concernés, telle que le régime la concevait en accord avec les principes marxistes-léninistes. Les autres courants artistiques ont dès lors été proscrits comme « contre-révolutionnaires ».

## Le courant avant-gardiste des futuristes
En 1917, sous l'impulsion de Vladimir Maïakovski, les cubo-futuristes se rangent aux côtés des bolcheviks : en mars 1918 sort le premier et unique numéro du Journal des futuristes titré « Vive la révolution de l'esprit » et un manifeste dans lequel les artistes s'autoproclament « prolétaires de l'art » est signé la même année.
Le jeune gouvernement bolchevik, et plus particulièrement Anatoli Lounatcharski, alors commissaire du peuple à l'Instruction, éprouve quelques difficultés à se rallier la frange plus classique des intellectuels russes, ce qui le conduit à s'intéresser à ce groupe de jeunes gens déterminés et enthousiastes. Certains sont choisis pour fonder la Section des Arts Plastiques (IZO) et un hebdomadaire, l'Art de la Commune (Iskousstvo Kommouny) ce qui génère des adhésions parmi de jeunes artistes qui n'hésitent pas à « marxiser » leur point de vue sur l'art : l'art du passé, à cause de ses accointances avec la bourgeoisie, est irrémédiablement rejeté, et l'objet créé s'efface drastiquement derrière le processus de création dans une relecture artistique de la notion de sens de l'Histoire. L'art doit redevenir un processus total qui transforme la vie du peuple, et non plus une fabrique d'objets destinés à distraire le bourgeois.
Un ambitieux « Collectif des communistes futuristes » demande en janvier 1919 à adhérer au parti unique, au nom d'une « révolution culturelle », et espère se voir confier d'importantes tâches au sein du gouvernement, mais se heurte à une grande déception : certains membres du Parti n'adhèrent pas à leurs vues sur la nécessaire disparition des grands chefs-d'œuvre et Lénine est de ceux-là... Trois mois plus tard, la publication futuro-communiste est arrêtée et cette première alliance entre artistes et politiques est rompue.

## Le constructivisme: la dimension utilitaire de l'art
Maïakovski reforme un groupe à partir de 1923 en compagnie de certains poètes futuristes et du réalisateur Sergueï Eisenstein, le LEF (Le Front de gauche des arts), qui s'organise autour d'une idée principale : l'art doit retourner dans la rue — ce qui n'est pas tout à fait une idée nouvelle. Pour autant, il est manifeste que ce nouveau groupe souffre lui aussi d'ambiguïtés théoriques : tantôt l'art est déclaré moribond et l'artiste devient un constructeur, tantôt les activités humaines sont déclarées irrémédiablement créatrices. Ils entrent en conflit avec un autre courant apparu dans les années 1920, les constructivistes, qui sont apparus dans les nouveaux instituts artistiques créés. Certains peintres ont été jusqu'à renoncer au chevalet pour fournir du matériau artistique utile : design, architecture, décors de théâtre...
Leur vision de l'art en général et de la littérature en particulier est éminemment fonctionnaliste, ce qui n'est pas, peut-être, sans faire écho à la Nouvelle politique économique (NEP) mise en place en 1921. Ils prônent donc, à la place d'un art doublant la vie — même si cet art est un prisme aussi étonnant que le futurisme — une (re)construction de la vie. En ce sens, la poésie lyrique et la littérature purement fictionnelle sont appelées à disparaître au profit d'une nouvelle forme, la fractographie (montage, assemblage de matériaux documentaires…). À ceci s'ajoute la notion de commande sociale qui place l'art officiel au service du collectif.

## Le «Proletkoult» ou «Proletcultisme»: l'ébauche d'un art prolétaire
Alimenté par le matérialisme historique et conçu avant même la Révolution russe, le Proletkoult (en russe ; « Proletcultisme » dans les autres langues) peut être considéré comme la tentative d'appliquer les théories marxistes à la création artistique et part d'une idée simple : puisque la culture est liée à la superstructure, l'avènement triomphant du prolétariat dans les domaines technique, économique et idéologique doit engendrer naturellement une culture spécifiquement prolétarienne. Les tenants de la révolution s'interrogent : la culture prolétarienne n'apparaîtra-t-elle qu'après la conquête du pouvoir ou bien doit-elle la préparer ? La classe ouvrière doit-elle poser ses fondements au sein de la civilisation bourgeoise ?
Pour l'écrivain Alexandre Bogdanov, la question est tranchée : la tâche urgente du prolétariat est d'édifier cette nouvelle culture pour occuper les champs artistique et culturel. Pour ce faire, il organise en 1909 avec Anatoli Lounatcharski l'École de Capri, un séminaire d'été financé par Maxime Gorki. L'année précédente était sortie la Philosophie marxiste, un recueil d'articles de Vladimir Bazarov, Bogdanov, Lounatcharski, Bermann, Hellfond, Iouchkévitch et Souvorov qui posaient les bases de ce rapport de l'art et de l'idéologie marxiste, bases précisées au cours de nombreuses publications dont celle d'une brochure en 1911 (Les Tâches culturelles du prolétariat). À partir de 1917, cette notion de Proletkoult se développe considérablement et se complète, en 1920, de deux importantes publications, d'une part la revue l'Avenir dédiée au poètes-ouvriers autodidactes, et Culture prolétarienne qui prône un rejet définitif de la culture du passé et dénonce la supposée continuité culturelle au fil des siècles. Surtout, et contrairement aux cubo-futuristes qui souhaitaient faire de l'entrisme dans les rouages du parti, les tenants du Proletkoult visent l'autonomie.
Lénine est opposé à ce mouvement. Il le fait savoir dès sa préface à Matérialisme et empiriocriticisme : « Nombre d'écrivains qui se réclament du marxisme ont entrepris parmi nous, cette année, une véritable campagne contre la philosophie marxiste » citant les auteurs de La Philosophie marxiste. D'une part, il veut subordonner le Proletkoult à l'État, plus précisément au commissariat du peuple à l'Instruction. D'autre part — et cela tient beaucoup aux propres conceptions artistiques de Lénine — l'avènement d'un État prolétaire ne rend plus nécessaire une culture autoproclamée « prolétarienne », ce mouvement étant par ailleurs contaminé par des influences étrangères jugées décadentes (il pense notamment au futurisme italien qui, plus tard, s'acoquinera avec le fascisme). En 1922, et pour désamorcer la crise larvée mais dangereuse, le secrétaire général du Proletkoult, Pletniov, invite Lénine à se prononcer sur la question. Celui-ci en profite pour distinguer la culture de l'idéologie, la première englobant la seconde ; si pour Bogdanov les rapports de classe engendrent une psychologie typiquement prolétarienne constitutive d'une culture spécifique, pour Lénine, l'idéologie du prolétariat ne saurait être le résultat d'une psychologie particulière mais celui d'une réflexion ancestrale sur sa condition. Au fond, la notion même de culture prolétarienne gêne Lénine, car il n'abandonne pas l'idée de l'universalité d'une culture qui a produit le marxisme. Il préfère donc à la question culturelle celle de l'idéologie.

## La création de la VAPP, Association panrusse des écrivains prolétariens
En 1921, les poètes ouvriers du « Proletkoult » décident, après bien des secousses, de créer la VAPP et de la doter d'une publication, la Forge. Le problème de cette association est qu'elle se trouve sinon noyautée du moins considérablement envahie par une nouvelle vague d'écrivains : une frange de poètes ouvriers influencés par les Symbolistes (un courant littéraire important dans la Russie du début du siècle et pas nécessairement acquis aux idées révolutionnaires) et les poètes-komsomols, un groupe de lycéens issus de la petite bourgeoisie, certes acquis au bolchévisme mais irrémédiablement marqués du sceau de leurs origines sociales et, de surcroît sensibles au futurisme.
La situation se dégrade assez vite : en 1922 la Pravda attaque la Forge, lui reprochant son apolitisme et son élitisme intellectuel. Progressivement, la publication se politise donc mais, en 1923, une nouvelle publication voit le jour, En sentinelle (composée d'un groupe que l'on nommera les Napostaviens) qui, comme leur nom l'indique, dispensent depuis l'intérieur du Parti les bons et les mauvais points aux tenants du « Proletkoult ». Son secrétaire général, déjà attaqué par Lénine, l'est également par Trotski qui remet en cause purement et simplement la notion même de culture prolétarienne : celle-ci est un leurre, en dangereux et inutile parallèle avec la culture bourgeoise. Si le prolétariat n'a pas pu créer de culture dominante sous la domination bourgeoise, il n'en est pas davantage capable à présent, la nécessaire phase de dictature prolétarienne étant impropre à la création. L'idée est, pour Trotski, de mettre toutes ces questions entre parenthèses le temps qu'arrive la société sans classe : à ce moment, il y aura une culture, ni bourgeoise, ni prolétaire mais — les deux groupes antagonistes ayant disparu — une culture simplement humaine. Jusque-là, on ne peut guère parler que d'une culture révolutionnaire.
Si pendant quelque temps, la VAPP, soucieuse d'élaborer une esthétique propre aux prolétaires, dénonce à l'occasion un réalisme qui souffre de son origine bourgeoise, elle réussit, en 1926 et après bien des volte-face, à poser les jalons de cette esthétique : elle amorce un retour au personnage élément constitutif d'un genre plus qu'encouragé — le roman —, et affirme sa filiation avec de grands réalistes comme Léon Tolstoï ou Honoré de Balzac. Consécutivement, la fractographie et le constructivisme de la LEF sont condamnés sans ambages. L'un des principaux ouvrages salués par la VAPP est La Défaite d'Alexandre Fadeïev (1927). Il s'agit d'une narration extrêmement réaliste de la guerre civile russe.

## 1929: le «Grand Tournant»

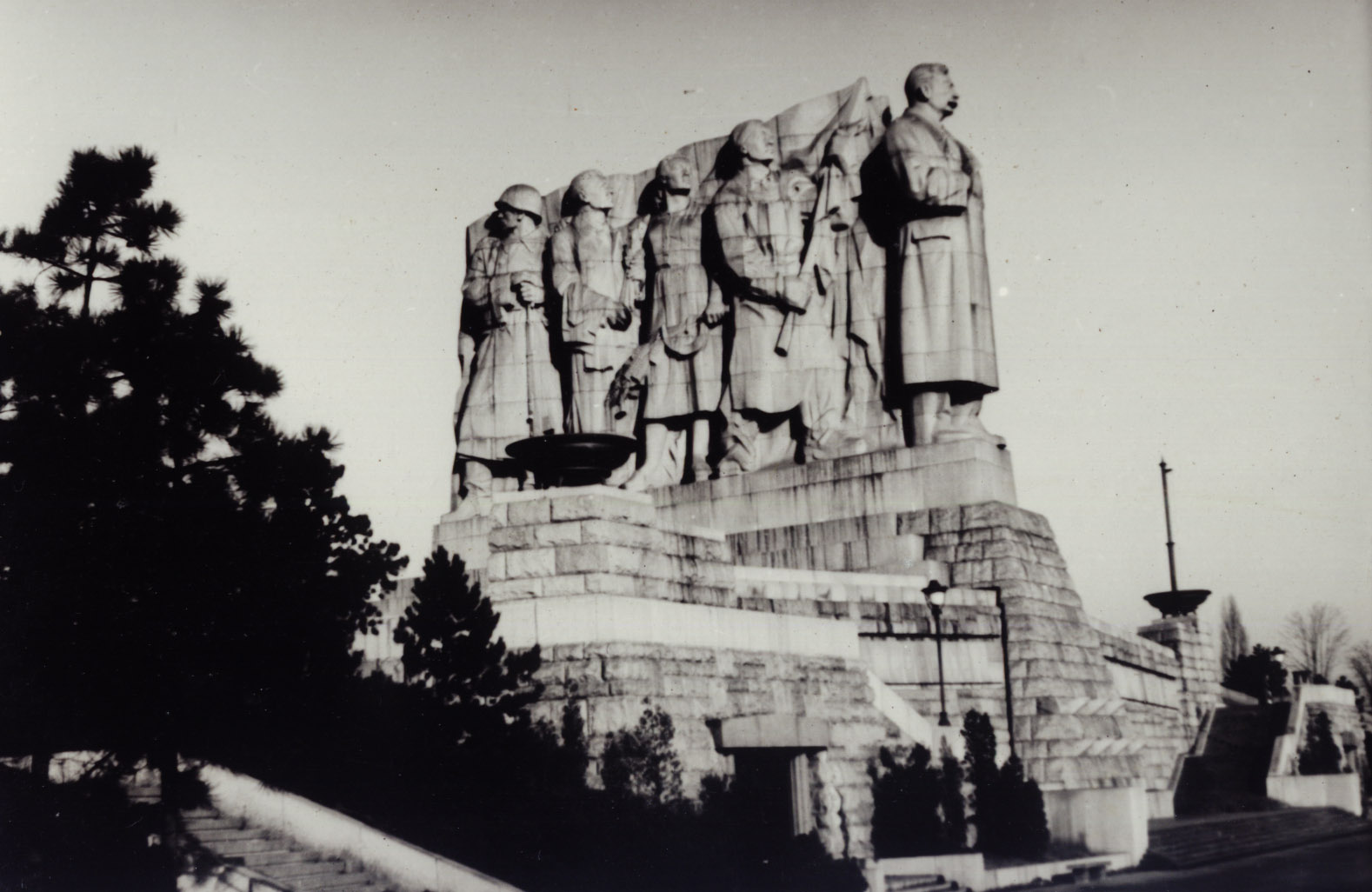
Monument à Staline à Prague (1955-1962) un exemple gigantesque du réalisme socialiste.

Bernard Lafite note que vers 1929-1930, la littérature se trouve inféodée non plus à l'idéologie mais à la réalité même. En effet, le XIVe congrès du PCR estime que le moment est à présent venu d'accélérer l'industrialisation du pays. Le XVe congrès quant à lui préconise de drastiques mesures à l'égard d'une campagne qui doit impérativement sortir de son arriération : la collectivisation est décidée. Pour ce faire, il faut d'une part s'assurer du soutien des paysans aux revenus moyens et monter les paysans pauvres contre les paysans riches (Koulaks). Par l'entremise de la Pravda, les écrivains sont invités à se tourner vers la réalité du terrain.
Tout commence par une attaque dans un article de 1929 contre les assauts d'écrivains réactionnaires sur le « front de la littérature ». Les écrivains prolétariens qui avaient formé un noyau autour duquel gravitaient des compagnons de route moins radicaux étaient particulièrement visés. L'article évoque la menace d'une constitution d'une littérature néo-bourgeoise. Pour lutter contre son influence néfaste, il est à présent nécessaire que la littérature prolétarienne se voit renforcée et les compagnons de route doivent se déterminer. Ces derniers pouvaient garder leur indépendance en théorie, mais il était jugé nécessaire qu'ils soutiennent le pays en ces temps de reconstruction. Le langage est presque guerrier : lutter à la campagne, lutter dans la littérature tout en stigmatisant les gauchistes et mener « sur le front littéraire dans les milieux communistes une lutte résolue contre les déviationnistes de droite ». Le champ littéraire se voit donc imposer des responsabilités. Certains auteurs suivent cette voie qui prône une primauté de la fonction au point qu'un nouveau genre apparaît, otcherki, s'apparentant au récit journalistique puisque la fiction en est généralement absente. Des sortes de reportages littéraires voient le jour qui sont autant d'illustrations de la lutte des classes telle qu'elle a lieu dans les campagnes, dont le plus fameux est sans doute le deuxième volume de Terres défrichées de Mikhaïl Cholokhov, qui met en scène des personnages stéréotypés, aux positions idéologiques fermes.